# Abdel-Kader Zaaf
Abdel-Kader Zaaf (* 28. Januar 1917 in Chibli, Wilaya Blida; † 22. September 1986 in Algerien) war ein algerischer Radrennfahrer. Er nahm viermal (1948, 1950, 1951 und 1952) an der Tour de France teil, erreichte allerdings nur 1951 das Ziel in Paris, wo er den 66. Platz im Gesamtklassement belegte. Dennoch zählt er zu den Fahrern, die Tourgeschichte geschrieben haben.

## Vom Amateur- zum Berufsfahrer
Ab 1935 tauchte Abdel-Kader Zaaf regelmäßig in den Siegerlisten von Amateurrennen in Nordafrika und Frankreich auf. 1942 wurde er mit dem Vélo Club Musulman erstmals französischer Straßenmannschaftsmeister und konnte diesen Erfolg 1947 wiederholen. 1946 wurde er algerischer Einzelmeister. Daraufhin erhielt er für 1948 einen Profivertrag beim Team Volta, im Jahr darauf bei Duralca, für 1950 und 1951 im Team Terrot-Wolber sowie von 1952 bis 1955 bei dessen Nachfolger Terrot-Hutchinson. Während der Tour de France dieser Zeit traten allerdings keine Werks-, sondern National- und Regionalmannschaften an; Zaaf fuhr dabei für eines der französischen Teams (1950 bspw. für die Nordafrika-Mannschaft), weil sein Heimatland noch Teil Frankreichs (Algérie française) war. 1948 gewann er den Titel in der Einerverfolgung bei den Nordafrikanischen Bahnmeisterschaften.

## Die legendäre Wein-Geschichte
Berühmt wurde Abdel-Kader Zaaf durch eine Episode während der Tour de France 1950: Auf der 13. Etappe von Perpignan nach Nîmes hatte er gemeinsam mit dem späteren Tagessieger Marcel Molinès einen erfolgreichen Ausreißversuch – maximaler Vorsprung vor den Verfolgern: 16 Minuten – begonnen, als ihn angesichts der glühenden Hitze im Languedoc ein starkes Durstgefühl überkam. Er stoppte kurz an einem Gasthaus, wo er sich zwei Flaschen Weißwein kaufte und sie leerte. Anschließend soll er am Straßenrand ein kurzes Nickerchen gehalten haben, aus dem ihn Zuschauer aber bald aufweckten. Zaaf setzte sich auf sein Rennrad – und fuhr in seiner Verwirrung in Richtung des Startortes zurück. Zur 14. Etappe trat er danach nicht mehr an.
Diese Geschichte ging durch den Blätterwald, und in deren Folge wurde er zu zahlreichen Nach-Tour-Kriterien eingeladen. Auch Anfang des 21. Jahrhunderts verzichtet kaum ein Tour-Kommentator darauf, diese Schnurre zu erzählen. Zu Beginn der 1980er Jahre hat Zaaf bei einem Krankenhausaufenthalt in Frankreich den Vorfall allerdings anders dargestellt: Er habe von einem Zuschauer an der Strecke eine Flasche zugereicht bekommen, die er prompt leerte und wovon ihm so übel geworden sei, dass er vom Rad stürzte. Man habe ihn dann in den Schatten eines Baumes gelegt und ihm Wein zur Stärkung eingeflößt.

## Palmarès
Von 1948 bis 1955 hat Abdel-Kader Zaaf jährlich mehrere Rundfahrtetappen und Tagesrennen gewonnen, wobei 1950 seine erfolgreichste Saison mit insgesamt neun ersten Plätzen war. Unter anderem gelangen ihm Siege bei der Tour d’Algérie, der Tour du Maroc, der Tour d’Afrique du Nord, beim Circuit de la Côte d’Or und der Ronde des Champions. Bei der Luxemburg-Rundfahrt 1951 beendete er die Auftaktetappe als Zweiter. Er war 1950 auch bei der Tour de Suisse, 1951 bei Paris-Brüssel und 1952 beim Dortmunder Sechstagerennen am Start.